# زیگسدورف
زیگسدورف (به آلمانی: Siegsdorf) یک شهر در آلمان است که در بایرن واقع شده‌است.

## خصوصیات
زیگسدورف ۵۵٫۲۰ کیلومترمربع مساحت دارد ۶۱۵ متر بالاتر از سطح دریا واقع شده‌است.